# محافظة (تقسيم إداري غربي)
المحافظة هي المستوى الأول أو الثاني في التقسيم الإداري الغربي وفي بعض الدول الأوروبية. تستعمل الكلمة (بالإنجليزية: County)‏ عادة للدلالة على المحافظة في بعض الدول الناطقة بالإنكليزية، بينما تترجم الكلمة العربية «محافظة» (بالإنجليزية: Muhafaza)‏ للدلالة على التقسيم الإداري في بعض الدول العربية.
في الولايات المتحدة وكندا وأستراليا، يكون التقسيم الإداري الأولي هو الولاية (بالإنجليزية: State)‏ أو المقاطعة (بالإنجليزية: Province)‏، وتقسم هاتان إلى محافظات (بالإنجليزية: County)‏. بينما في إيرلندا التقسيم الإداري الأولي هو المحافظة.